# Wydział Zarządzania Uniwersytetu Ekonomicznego w Poznaniu
Wydział Zarządzania Uniwersytetu Ekonomicznego w Poznaniu – jeden z pięciu wydziałów Uniwersytetu Ekonomicznego w Poznaniu. Jego siedziba znajduje się przy al. Niepodległości 10 w Poznaniu.

## Struktura
- Katedra Controllingu, Analizy Finansowej i Wyceny
- Katedra Badań Rynku i Usług
- Katedra Ekonomiki Przestrzennej i Środowiskowej
- Katedra Finansów Przedsiębiorstw
- Katedra Handlu i Marketingu
- Katedra Inwestycji i Nieruchomości
- Katedra Inwestycji i Rynków Kapitałowych
- Katedra Logistyki i Transportu
- Katedra Mikroekonomii
- Katedra Rachunkowości
- Katedra Strategii Marketingowych
- Katedra Teorii Organizacji i Zarządzania
- Katedra Zarządzania i Analizy Zasobów Przedsiębiorstwa
- Katedra Zarządzania Strategicznego

## Kierunki studiów
- Finanse i rachunkowość
- Gospodarka przestrzenna
- Zarządzanie

## Władze
Dziekan: prof. dr hab. Kazimierz Krzakiewicz 

Prodziekan ds. studiów stacjonarnych: dr hab. Piotr Bartkowiak, prof. nadzw. UEP 

Prodziekan ds. studiów niestacjonarnych: dr hab. Janusz Samelak, prof. nadzw. UEP